# Patrick Morrisey
Patrick Morrisey, né le 21 décembre 1967 à New York, est un homme politique américain. Membre du Parti républicain, il est procureur général de Virginie-Occidentale de 2013 à 2025.
En 2024, il se présente à l'élection du gouverneur de Virginie-Occidentale qu'il remporte avec 62 % des voix.

## Biographie

### Vie privée
Né à Brooklyn (New York), Patrick Morrisey a grandi à Edison, dans le New Jersey. Son père était un vétéran de la seconde guerre mondiale et sa mère était infirmière. Il est diplômé en 1985 de l'école Bishop George Ahr High School, une école catholique privée. En 1989, il est diplômé en histoire et en science politique de l'Université Rutgers, dans le New Jersey.
En 2006, Patrick Morrisey a quitté le New Jersey pour s'installer en Virginie-Occidentale. Son épouse Denise a travaillé avec lui comme lobbyiste, notamment contre les restrictions sur l'hydrocodone pour le compte de la société Cardinal Health.

### Carrière de lobbyiste et procureur général de Virginie-Occidentale
Après avoir obtenu son diplôme en 1989 de l'Université de Rutgers, Patrick Morrisey a lancé en 1992 une société privée de conseils juridiques. Il a également travaillé comme lobbyiste auprès de la société Arent Fox entre 1995 et 1999. En 2000, il s'est présenté à la primaire républicaine pour obtenir l'investiture de son parti pour l'élection du représentant au Congrès américain du 7e district du New Jersey. Il a cependant échoué, remportant environ 9 % des suffrages exprimés. Entre 2004 et 2012, il travaille à nouveau comme lobbyiste, à Washington D.C.
En 2012, Patrick Morrisey se porte candidat au poste de procureur général de Virginie-Occidentale. Il défait le démocrate sortant Darrell McGraw, ayant remporté cinq mandats successifs, avec un peu plus de 51 % des voix. Il est le premier républicain à occuper la fonction depuis 1933. En 2016, il remporte à nouveau l'élection en battant Doug Reynolds, avec 52 % des suffrages exprimés.

### Élection sénatoriale de 2018
Le 10 juillet 2017, Patrick Morrisey annonce qu'il est officiellement candidat au poste de sénateur américain de Virginie-Occidentale. Il est donc candidat à l'élection qui se tiendra le 6 novembre 2018 pour affronter le sénateur démocrate sortant, Joe Manchin.
Au cours de la campagne, ses concurrents lui reprochent ses activités de lobbyiste et ses réticences à soutenir Donald Trump lors de l'élection présidentielle de 2016. Il remporte néanmoins le 8 mai 2018 l'investiture de son parti en arrivant en tête lors de la primaire républicaine. Il obtient à cette occasion 47 571 votes en sa faveur, soit près de 35 % des suffrages exprimés. Ses principaux adversaires, Evan Jenkins et Don Blankenship, obtiennent quant à eux 28 % et 20 % des voix. Cependant, lors de l'élection générale du 6 novembre 2018, le démocrate et sénateur sortant Joe Manchin le bat en récoltant plus de 49 % des voix.

### Gouverneur de Virginie-Occidentale
Le 4 avril 2023, il annonce sa candidature au poste de gouverneur de Virginie-Occidentale à l'occasion de l'élection de 2024 pour remplacer le sortant républicain Jim Justice qui ne peut se présenter à un troisième mandat. Il affronte cinq candidats pour l'investiture républicaine, dont Moore Capito, ancien élu local et fils de la sénatrice Shelley Moore Capito, Chris Miller, fils de la représentante fédérale Carol Miller, et Mac Warner, secrétaire d'État de Virginie-Occidentale. Le 14 mai 2024, il remporte la primaire républicaine en devançant Moore Capito, pourtant soutenu par le gouverneur sortant,. Le 5 novembre 2024, il est élu gouverneur contre le démocrate Steve Williams, maire de Huntington.

## Positionnements

### Avortement
Patrick Morrisey s'oppose à l'avortement et rejoint le mouvement « pro-vie ». Il est favorable au renversement de l'arrêt Roe v. Wave de 1973. Dans le cadre de sa campagne sénatoriale de 2018, il a reçu le soutien du mouvement pro-vie de Virginie-Occidentale.

### Drogues
Selon le Martinsburg Journal : « No state official has been more effective in the struggle against drug abuse » (« aucun agent public d'État n'a été aussi efficace dans la lutte contre les abus de la drogue »). Patrick Morrisey souhaite renforcer les lois et les dispositions juridiques contre la consommation de drogues.
La femme de Morrisey était lobbyiste pour les grossistes-répartiteurs responsables de la distribution massive d'opioïdes aux États-unis et notamment en Virginie-Occidentale lors de son mandat de procureur en Virginie-occidentale. Ces mêmes entreprises ont financé sa campagne pour le poste de procureur. L'État de Virginie-occidentale compte un des plus hauts taux d'overdose des États-unis.   

### Fiscalité et budget
D'un point de vue général, Patrick Morrisey est favorable à une réduction des impôts et des budgets ainsi qu'à un renforcement des contrôles sur l'emploi de l'argent public. Comme procureur général de Virginie-Occidentale, il a notamment établi un programme de lutte contre le gaspillage et la fraude publique, sauvant plus de 4,4 millions de dollars en 15 mois (depuis 2016).
Par ailleurs, Patrick Morrisey veut réduire les taux d'imposition fiscaux. Il a soutenu le plan de réforme fiscale de Donald Trump, mais souhaite encore une nouvelle baisse des impôts. Il défend notamment l'implémentation d'une "flat tax" (impôt à taux unique).

### Immigration
Patrick Morrisey soutient la mise en place d'un nouveau plan pour réduire l'immigration illégale et s'opposer aux villes sanctuaires. Comme Donald Trump, il soutient la construction d'un mur le long de la frontière américano-mexicaine.

### Port d'armes
Patrick Morrisey a reçu le grade de A+ de la part du lobby pro-arme NRA sur ses positions et son bilan sur la défense du droit à porter des armes à feu. Il est un défenseur du deuxième amendement de la Constitution américaine.